# Лепсиус, Рейнгольд
Рейнгольд Людвиг Рихард Лепсиус (нем. Reinhold Ludwig Richard Lepsius; 14 июня 1857, Берлин — 16 марта 1922, Берлин) — немецкий художник-портретист, график, член Прусской академии искусств (1916).

## Биография

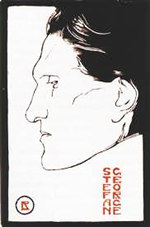
Портрет поэта Стефана Георге. 1900 г.

Родился в семье выдающегося прусского археолога Карла Рихарда Лепсиуса, основателя немецкой египтологии и Элизабет Клейн, дочери композитора Бернгарда Клейна.
Брат общественного деятеля Иоганнеса Лепсиуса.
Был женат на художнице Сабине Лепсиус, дочери художника Густава Грефа. В их доме собирался литературно-художественный салон, который посещали многие видные представители культуры и науки Берлина, в их числе, Стефан Георге, Вильгельм Дильтей, Эрнст Курциус и другие.
В 1916 году Р. Лепсиус был избран членом Прусской академии искусств.
Умер в Берлине.

## Творчество
Творчество Рейнгольда Лепсиуса связывают с Берлинским сецессионом и, в какой-то степени, с импрессионизмом.
Многие из его работ были утрачены во время Второй мировой войны.